# 松本光貴
松本 光貴（まつもと こうき、2001年11月3日 - ）は、ジャパンラグビーリーグワン三菱重工相模原ダイナボアーズに所属するラグビー選手。

## プロフィール
- 神奈川県出身[1]。
- ポジションはフランカー(FL)、ナンバーエイト(No8)。
- 身長 190 cm、体重 100 kg
- U20日本代表に選ばれたことがある[2]。

## 来歴
2020年、明大中野八王子高校卒業後、明治大学に入る。
2024年、明治大学卒業後、アーリーエントリーで三菱重工相模原ダイナボアーズに加入。
2025年3月29日に行われたJAPAN RUGBY LEAGUE ONE第13節交流戦スピアーズ船橋・東京ベイ戦にて先発出場でリーグワン公式戦初出場を果たした。